# Nokia 6280
Nokia 6280 — стільниковий телефон фірми Nokia, випущений 2005 року. Відноситься до лінійки телефонів «мода і стиль». Має механізм, що зсувається і компактний дизайн, дві вбудовані камери: 2 Мпікс камера з повноекранним режимом і фотоспалахом на задній панелі та VGA-камера на передній, високошвидкісні з'єднання 3G і EDGE, можливість двохстороннього виклику, можливість передачі відео, використання відеокліпів як сигналу визову, електронна пошта, музичний програвач зі стереозвуком та ін.

## Характеристики
Дизайн моделі з розсувним корпусом (слайдер), що дозволяє мати великий екран. Корпус у 6280 більш плавний і заокруглений у порівнянні з попередником, 6270. Розміри телефону становлять 99.9х46х21 мм при вазі 115 г. Основну частину передньої панелі займає екран, виконаний за технологією TFT. При фізичних розмірах екрану 35×45 мм і діагоналі 56 мм (2.2 дюйми), дисплей підтримує 262 тисяч кольорів та роздільну здатність 320х240 пікселів. Телефон представлений у двох кольорах — сріблясто-чорний (Carbon Black) і з повністю сріблястою передньою панеллю (Graphite Grey). Кнопки керування великі — місця для них достатньо. П'ятипозиційний джойстик знаходиться у центрі блоку. Кайма клавіші виступає над поверхнею інших клавіш управління, а кнопка вибору дещо втоплена вниз. Така конструкція практично повністю виключає помилкові натискання. Телефон повністю функціонує у закритому стані, за винятком функції набору тексту SMS. Основна клавіатура невеликого розміру, підсвічування клавіш рівномірно біле. Клавіші розташовуються рівними рядами без вигинів. Поверхня кнопок опукла, тактильно добре помітна. Центральний ряд виділений сріблястою металізованою смужкою.
На задній панелі розташований блок 2-х Мп камери, що включає об'єктив, дзеркальце та світлодіод спалаху. У камери є вибір між трьома типами якості зйомки — висока, звичайна або базова (відрізняються ступенем стиснення). Фотографію можна зробити у п'яти роздільних варіантах (1600х1200, 1280х960, 640х480, 320х240 та 160х120), також доступний нічний режим. Спалах можна увімкнути або вимкнути. З ефектів присутні відтінки сірого, сепія та негатив. Камера обладнана восьмиразовим цифровим зумом. Роздільна здатність відео може бути від 640х480, 352х258, 176х144 або 128х96. Формат запису відео — 3GPP. При роздільній здатності 640х480 ролик пишеться зі швидкістю 13.78 fps, в решті — 15 fps. Під час відтворення відео можна розгортати у повноекранний режим.
Акумулятор у телефоні літій-іонний ємністю 970 мАг, який забезпечує працездатність апарата до 3 годин у мережах GSM та до 2 годин у мережах W-CDMA. У режимі очікування телефон може перебувати до 11 діб без заряджання.
Також наявний стереофонічний радіоприймач, який працює тільки при підключеній дротовій гарнітурі, яка використовується як приймальна антена. Частоту та назву станції можна ввести вручну. У пам'яті можна зберегти 20 каналів. Стереозвук можливий при підключенні стереогарнітури або зовнішніх динаміків. Відтворення радіо можна увімкнути через динамік телефону. Крім цього є у наявності функція диктофону. Можна вибрати папку для збереження файлу (у телефоні або на карті). Диктофон дозволяє записувати в тому числі розмову. Під час запису розмови через кожні 10 секунд обом співрозмовникам подається тональний сигнал. Для запису використовується вся вільна пам'ять. Загальний об'єм доступної користувачеві пам'яті становить близько 7 Мб, що динамічно розподіляється між усіма програмами. 2 Мб займають встановлені програми та ігри Java, близько 2 Мб займають файли галереї (їх можна повністю видалити), решта пам'яті (2.9 Мб) відображається як вільна.

## Галерея

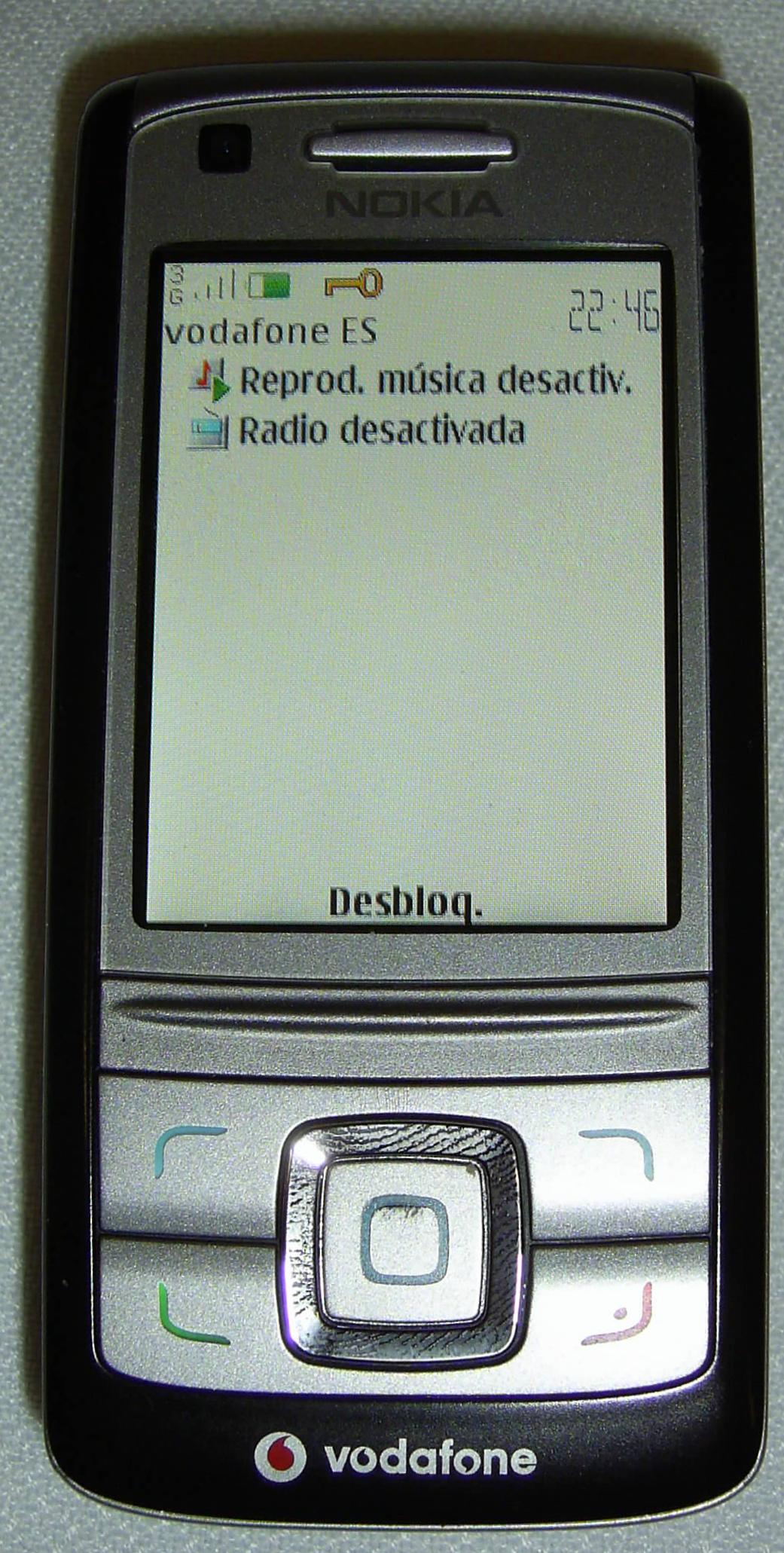
Телефон у складеному варіанті
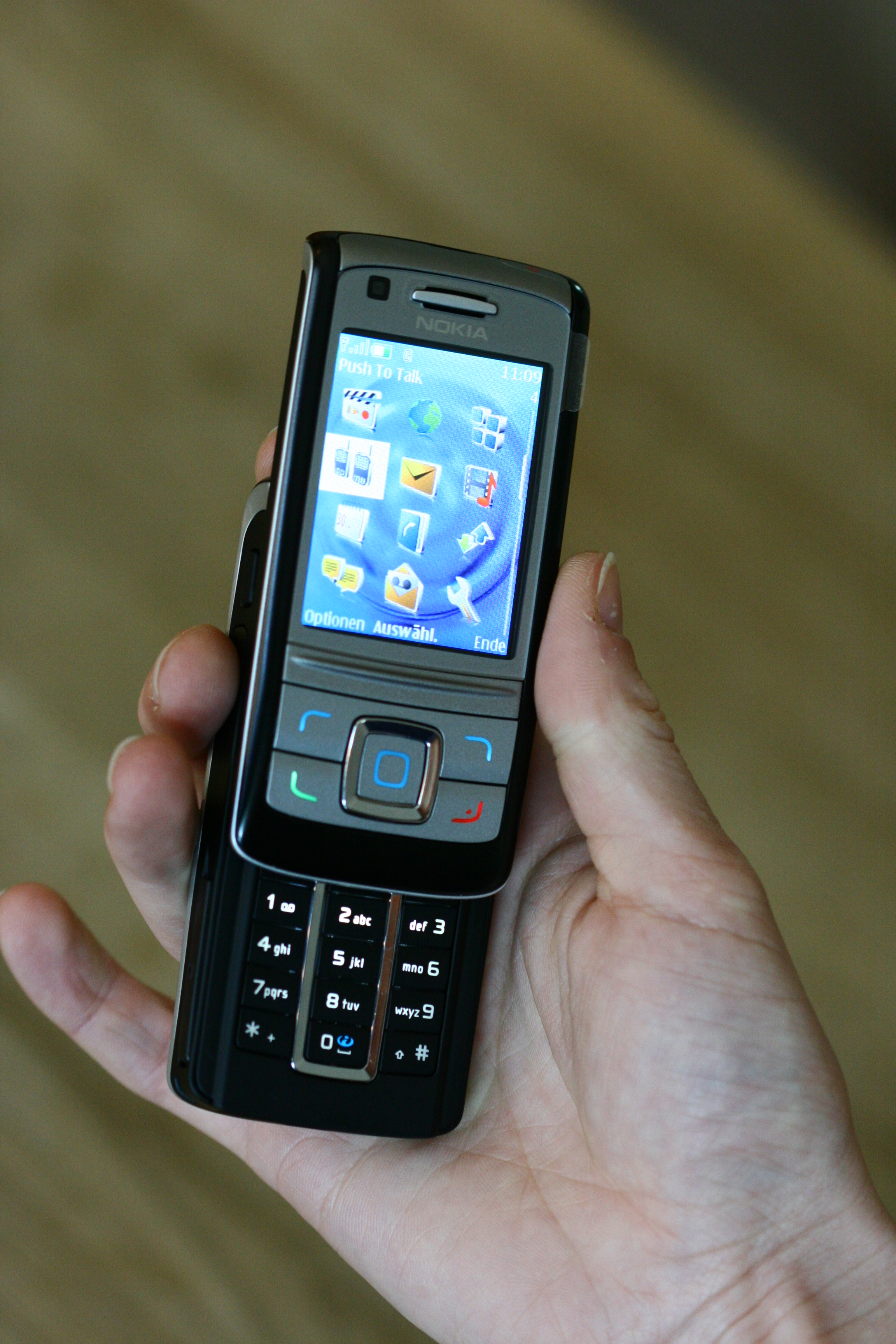
Телефон у відкритому варіанті
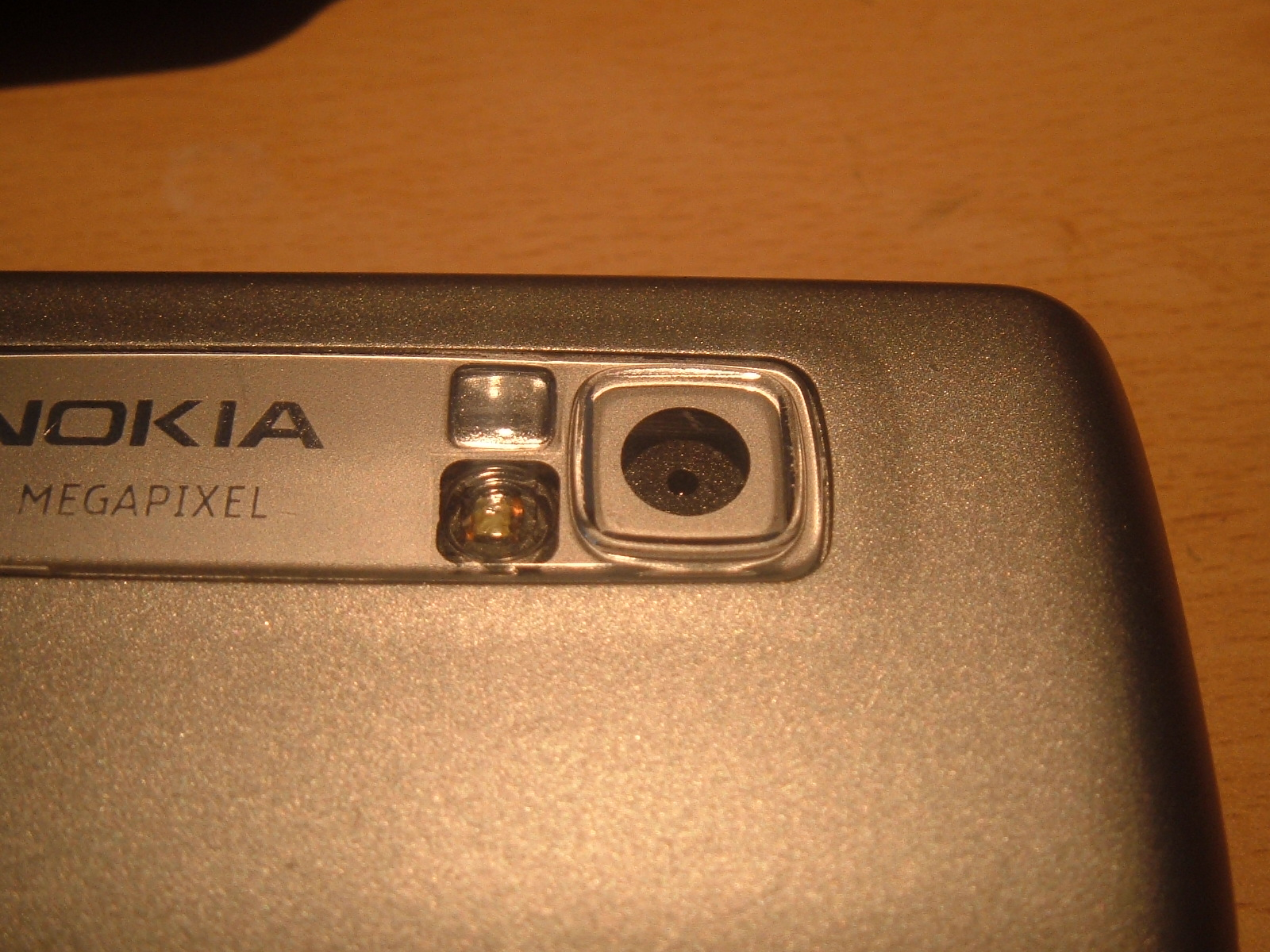
Камера телефону